# Luiz Carlos Tourinho
Luiz Carlos de Castro Tourinho Filho (Niterói, 16 de maio de 1964 — Niterói, 21 de janeiro de 2008), mais conhecido como Luiz Carlos Tourinho foi um ator e humorista
brasileiro.

## Biografia
Formado pelo Teatro Tablado, Tourinho foi principalmente um ator de teatro. Aos 18 anos, junto a atriz Márcia Cabrita fez sua matrícula na escola de teatro. Iniciou sua carreira ainda na adolescência, num episódio da série Caso Verdade(Tele Tema), em 1984. Sua primeira aparição de destaque na televisão foi na minissérie O Cometa, em 1989, na Rede Bandeirantes, que protagonizou ao lado de Carlos Augusto Strazzer.
Em 1990 participou da produção da aclamada peça de Maria Clara Machado no Tablado 'O Cavalinho Azul' que fez parte do documentário didático "As Chaves do Teatro" de Roman Bruni
em duas partes disponível no link: http://paradigmadigitalnet.wordpress.com/produtora/documentavids/.
Algum tempo depois, passa a participar com frequência de vários humorísticos da Rede Globo, como Escolinha do Professor Raimundo e Chico Total. No cinema, tem vários papéis de destaque em filmes de Xuxa Meneghel. Outro destaque foi For All: O trampolim da vitória (1997), no qual interpretou o faxineiro Sandoval.
Um dos maiores sucessos de sua carreira foi o personagem Edilberto, o desastrado assistente de Uálber Cañedo (Diogo Vilela), em Suave Veneno (1999), o qual popularizou o bordão "Abalou Bangu!". No ano seguinte, entrou para o elenco do programa Sai de Baixo, como o porteiro puxa-saco Ataíde (efetivamente substituindo Ribamar após a saída de Tom Cavalcante do programa), que ficou até o fim do programa, em 2002.
Chamado por suas amigas Ingrid Guimarães e Heloísa Perissé, foi diretor da peça Cócegas. Com elas também, atuou no humorístico Sob Nova Direção por três anos (2004 a 2007) nas noites de domingo.
Em 2005, sofreu uma hemorragia cerebral causada por um aneurisma e ficou hospitalizado por 10 dias.
Após Sob Nova Direção, atuou em Desejo Proibido, interpretando o fofoqueiro Nezinho. O trabalho foi interrompido pela morte do ator. A solução encontrada para o personagem foi sua partida da fictícia cidade de Passaperto para matar saudades da mãe.
"Piu Piu", como era conhecido entre os amigos desde pequeno, destacava-se pela agilidade e expressão corporal, resultado de anos praticando ginástica olímpica. Tourinho também atuava como professor de teatro.

### Morte
Nas primeiras horas do dia 21 de janeiro de 2008, o ator, de 43 anos, sentiu-se mal e foi levado pela mãe, Edna Tourinho, para o Hospital de Clínicas de Niterói, mas morreu no local, vitimado por um aneurisma cerebral, de que ele já vinha tratando desde 2005. Foi sepultado no Cemitério Parque da Colina, em Niterói.

### Relacionamentos
Luiz Carlos Tourinho nunca foi casado, tendo vivido com sua mãe até a sua morte.

## Carreira

### Televisão
| Ano       | Título                                           | Papel             |
| --------- | ------------------------------------------------ | ----------------- |
| 1984      | A Principal Causa do Divórcio (Caso Verdade)     |                   |
| 1985      | Ti Ti Ti                                         |                   |
| 1986      | Tele Tema                                        |                   |
| 1989      | O Cometa                                         | Miguel            |
| 1998      | Você Decide (episódio: Sinuca de Bico)           |                   |
| 1993      | Era Uma Vez                                      | Banshee           |
| 1995      | Escolinha do Professor Raimundo                  | Pedro Vaz Caminha |
| 1995      | Xuxa Especial de Natal - Deu a louca na fantasia | Piu Piu           |
| 1996-1997 | Chico Total                                      |                   |
| 1996      | Caça Talentos                                    | Fred Star         |
| 1996      | Não Fuja da Raia                                 |                   |
| 1999      | Suave Veneno                                     | Edilberto         |
| 2000      | Zorra Total                                      | Colunista         |
| 2000-2002 | Sai de Baixo                                     | Ataíde            |
| 2001      | Gente Inocente                                   |                   |
| 2003      | Xuxa no Mundo da Imaginação                      |                   |
| 2003      | Kubanacan                                        | Jack Everest      |
| 2003      | Sítio do Picapau Amarelo                         | Mefisto           |
| 2003-2007 | Sob Nova Direção                                 | Franco            |
| 2007-2008 | Desejo Proibido                                  | Nezinho           |

### Cinema
| Ano  | Título                                     | Papel                            |
| ---- | ------------------------------------------ | -------------------------------- |
| 1988 | Super Xuxa contra Baixo Astral             | Pássaro da Árvore da Consciência |
| 1990 | Assim na Tela Como no Céu                  |                                  |
| 1991 | O Filme da minha Vida                      |                                  |
| 1997 | For All - O Trampolim da Vitória           | Sandoval                         |
| 2001 | Tainá - Uma Aventura na Amazônia           | Mr. Smith                        |
| 2002 | Xuxa e os Duendes 2 - No Caminho das Fadas | Chuchu                           |
| 2004 | Xuxa e o Tesouro da Cidade Perdida         | Curupira                         |

## Prêmios e indicações
| Ano  | Associações                       | Categoria                        | Nomeações                        | Resultado |
| ---- | --------------------------------- | -------------------------------- | -------------------------------- | --------- |
| 1998 | Miami Brazilian Film Festival     | Melhor Ator Coadjuvante          | For All - O Trampolim da Vitória | Venceu    |
| 1998 | Cine PE - Festival do Audiovisual | Menção Honrosa de Ator Revelação | For All - O Trampolim da Vitória | Venceu    |
| 1999 | Prêmio Extra de Televisão         | Melhor Revelação da Televisão    | Suave Veneno                     | Venceu    |
| 1999 | Prêmio TV Press                   | Melhor Ator Revelação            | Suave Veneno                     | Venceu    |
| 2002 | Prêmio Qualidade Brasil - RJ      | Melhor Ator Teatral Comédia      | Uma Dupla de Dois                | Venceu    |